# Bloomville (Ohio)
Pour les articles homonymes, voir Bloomville.
Bloomville est un village américain situé dans le comté de Seneca, dans l'Ohio. Selon le recensement de 2010, sa population est de 956 habitants.